# Мадисон (Западная Виргиния)
Ма́дисон (англ. Madison) — американский город в округе Бун, Западная Виргиния. Ведет свою историю с первого шахтерского поселения известного под названием Boone Court House. С 1865 года был переименован в Мадисон, предположительно в честь четвертого президента США Джеймса Мэдисона. По данным переписи 2010 года население составляло 3 076 человек. Код FIPS 54-50524, GNIS ID 1542678, ZIP-код 25130.

## Население
По данным переписи 2010 года население составляло 3 076 человек, в городе проживало 881 семья, находилось 1 299 домашних хозяйств и 1 428 строений с плотностью застройки 78,6 строения на км². Плотность населения 169,4 человека на км². Расовый состав населения: белые - 96,3%, афроамериканцы - 2,3%, азиаты - 0,40%, представители других рас - 0,70%, представители двух или более рас - 0,40%. Испаноязычные составляли 0,90% населения. 
В 2000 году средний доход на домашнее хозяйство составлял $29 911 USD, средний доход на семью $37 232 USD. Мужчины имели средний доход $31 389 USD, женщины $23 160 USD. Средний доход на душу населения составлял $18 309 USD. Около 18,2% семей и 21,4% населения находятся за чертой бедности, включая 31,8% молодежи (до 18 лет) и 11,7% престарелых (старше 65 лет).